# Râul Valea Socilor, Șușița
Râul Valea Socilor este un curs de apă, afluent al râului Șușița. 